# Pawbeats
Pawbeats, właśc. Marcin Pawłowski (ur. 23 maja 1990 w Bydgoszczy) – polski muzyk, kompozytor i aranżer, a także producent muzyczny.
Wyprodukował kilkadziesiąt albumów związanych z muzyką rozrywkową oraz hip-hopem, z których kilkanaście uzyskało status złotej oraz platynowej płyty. Na autorskich projektach współpracował z wykonawcami z różnych gatunków muzycznych, takimi jak: Ania Dąbrowska, Justyna Steczkowska, Natalia Nykiel, Monika Borzym, Krzysztof Herdzin oraz raperami: Tau, KęKę, Quebonafide, Tede, Zeus, Miuosh, Pih, Kali, Bisz, Rahim. W 2014 i 2015 roku został wyróżniony tytułem Bydgoszczanina Roku. Współpracował z Tomaszem Bagińskim podczas produkcji reklam. W 2019 roku był kompozytorem i producentem muzyki do audiobooka „Anioły i demony” autorstwa Mateusza Grzesiaka, który odczytali m.in. Danuta Stenka oraz Zbigniew Zamachowski. Od początku swojej działalności promuje projekt koncertowy Pawbeats Orchestra – występuje z artystami, z którymi współpracował podczas nagrań swoich płyt. Na przełomie 2019 i 2020 roku wyjechał w pierwszą w historii polskiego rapu producencką trasę koncertową wraz ze swoją orkiestrą oraz wykonawcami, wśród których są m.in.: Pezet, Marek Napiórkowski, Dorota Miśkiewicz, Zeus, Natalia Grosiak, Igor Herbut, VNM, Grubson czy Sobota. Był wydawcą i producentem soundtracku do filmu Tokio 24 autorstwa Krzysztofa Gonciarza. Jest autorem tekstu i muzyki do singla Roksany Węgiel „Tajemnice”, który promował film Tajemniczy ogród.

## Dyskografia
Albumy studyjne
| Rok  | Dane dot. albumu | Pozycja na liście | Certyfikat              | Sprzedaż       |
| Rok  | Dane dot. albumu | POL               | Certyfikat              | Sprzedaż       |
| ---- | --- | ----------------- | ----------------------- | -------------- |
| 2014 | Utopia - Data: 12 września 2014 - Wydawca: Step Records - Format: CD, digital download                                | 2                 | - ZPAV: platynowa płyta | - POL: 30 000+ |
| 2016 | Pawbeats Orchestra - Data: 29 lutego 2016 - Wydawca: Step Records - Format: CD, digital download                      | 7                 | - ZPAV: złota płyta     | - POL: 15 000+ |
| 2017 | Chakra (oraz Kali) - Data: 31 marca 2017 - Wydawca: Ganja Mafia Label - Format: CD, digital download                  | 2                 | - ZPAV: złota płyta     | - POL: 15 000+ |
| 2018 | Out - Data: 13 kwietnia 2018 - Wydawca: Step Records - Format: CD, digital download                                   | 25                |                         |                |
| 2021 | Nocna - Data: 28 maja 2021 - Wydawca: OUT Label - Format: CD, digital download                                        | 4                 | - POL: 15 000+          | - POL: 15 000+ |
| 2024 | Dzienna - Data: 19 stycznia 2024 - Wydawca: OUT Label - Format: CD, digital download, winyl                           | 3                 |                         |                |
| 2024 | Rozmowy dla dorosłych (oraz Sarius) - Data: 13 grudnia 2024 - Wydawca: Antihype - Format: CD, digital download, winyl | 11                |                         |                |

### Minialbumy
| Rok  | Dane dot. albumu                                                            | Pozycja na liście |
| Rok  | Dane dot. albumu                                                            | POL               |
| ---- | --------------------------------------------------------------------------- | ----------------- |
| 2021 | In - Data: 28 maja 2021 - Wydawca: OUT Label - Format: CD, digital download | 19                |

Single
| 2014                         | „To tylko muzyka” (gościnnie: Tede)                                     | –  | – | –  | – | — |                         | Utopia                               |
| 2014                         | Młody M i Pawbeats – „Wiecznie młodzi” (gościnnie: Justyna Kuśmierczyk) | –  | – | –  | – | — |                         | Wiecznie Młody M                     |
| 2014                         | „Euforia” (gościnnie: Quebonafide, Kasia Grzesiek)                      | –  | 3 | 34 | 5 | 3 |                         | Utopia                               |
| 2014                         | „Widnokrąg” (gościnnie: Zeus)                                           | –  | – | –  | – | — |                         | Utopia                               |
| 2015                         | „Dzień polarny” (gościnnie: Miuosh, Bonson, Onar)                       | –  | – | –  | – | — |                         | Utopia                               |
| 2015                         | „Schizofrenia” (gościnnie: Buka, Pih, Rahim)                            | –  | – | –  | – | — |                         | Utopia                               |
| 2015                         | Chris Hill – „Sekret” (gościnnie: K Koke, Kamil Bednarek & Pawbeats)    | 55 | – | –  | – | 8 |                         | —                                    |
| 2015                         | „Daj alkohol”/„Stójka czy parter?” (gościnnie: Dwa Sławy)               | –  | – | –  | – | — | - ZPAV: złota płyta     | Pawbeats Orchestra                   |
| 2016                         | „Teraz” (gościnnie: KęKę)                                               | –  | – | –  | – | — | - ZPAV: platynowa płyta | Pawbeats Orchestra                   |
| 2016                         | „Anioły i demony” (gościnnie: Kali, Monika Kazyaka)                     | –  | – | –  | – | — |                         | Pawbeats Orchestra                   |
| 2016                         | „Monotonia” (gościnnie: VNM, Masia)                                     | –  | – | –  | – | — |                         | Pawbeats Orchestra                   |
| 2017                         | „Korzenie” (gościnnie: Kali)                                            | –  | – | –  | – | — |                         | Chakra                               |
| 2017                         | „Zwierciadło” (gościnnie: Kali)                                         | –  | – | –  | – | — | - ZPAV: platynowa płyta | Chakra                               |
| 2017                         | „Muza” (gościnnie: Kali)                                                |    |   |    |   |   | - ZPAV: złota płyta     | Chakra                               |
| 2017                         | „Pacyfka” (gościnnie: Kali)                                             | –  | – | –  | – | — | - ZPAV: złota płyta     | Chakra                               |
| 2018                         | „Insomnia”                                                              | –  | – | –  | – | — |                         | Out                                  |
| 2019                         | „Lęk” (gościnnie: Ania Dąbrowska)                                       | –  | – | 24 | 1 | — |                         | Out                                  |
| 2019                         | „Trzymaj mocno” (gościnnie: Natalia Grosiak)                            | –  | – | –  | – | — |                         | Out                                  |
| 2019                         | „Offline” (gościnnie: Grubson)                                          | –  | – | –  | – | — |                         | In                                   |
| 2019                         | „Chwilo trwaj” (gościnnie: Tymek)                                       | –  | – | –  | 3 | 4 |                         | In                                   |
| 2020                         | „Tajemnice” (gościnnie: Roksana Węgiel)                                 | –  | – | –  | – | — |                         | Tajemniczy ogród (ścieżka dźwiękowa) |
| 2021                         | „Lodospady” (gościnnie: Michał Szczygieł)                               | –  | – | 33 | 2 | — |                         | Nocna                                |
| 2021                         | „Kłam” (gościnnie: Hania Sztachańska, Qry)                              | –  | – | 37 | – | — |                         | Nocna                                |
| 2021                         | „Niemożliwość pożegnań” (gościnnie: Bisz)                               | –  | – | –  | – | — |                         | Nocna                                |
| 2021                         | „Azyl” (gościnnie: Zuza Jabłońska, VNM)                                 | –  | – | –  | 1 | 1 |                         | Nocna                                |
| 2021                         | „Przyjdź po mnie” (gościnnie: Roksana Węgiel)                           | –  | – | –  | – | — |                         | Nocna                                |
| 2021                         | „Pod śniegiem” (gościnnie: Sarsa)                                       | –  | – | –  | – | — |                         | Nocna                                |
| „—” singel nie był notowany. |                                                                         |    |   |    |   |   |                         |                                      |

Pozostałe
| Album                                             | Rok  | Uwagi | Źródło        |
| ------------------------------------------------- | ---- | --- | ------------- |
| Emblemat – Jedna miłość, jedna więź               | 2011 | produkcja utworu „Jesteś pewny na bank?” | [ 35 ]        |
| Madox – La révolution Sexuelle                    | 2011 | produkcja utworów „Comme ça”, „Organic” i „On And On” oraz muzyka i aranżacja utworów „Why?”, „There is no...”, „Comme ça”, „Organic” i „On And On”                                                                    | [ 36 ]        |
| Pih – Dowód rzeczowy nr 2                         | 2011 | produkcja utworów „O 1 drink za dużo” i „Biegnij, nie oglądaj się” | [ 37 ]        |
| Drużyna mistrzów (kompilacja)                     | 2012 | koprodukcja utworów „Aż poleje się krew” i „Wstań” | [ 38 ]        |
| Bisz – Wilk chodnikowy                            | 2012 | produkcja utworów „Indygo” i „Banicja”, fortepian w utworze „Wilk chodnikowy” oraz syntezator w utworze „Trainspotting”                                                                                                | [ 39 ]        |
| Miuosh – Prosto przed siebie                      | 2012 | produkcja utworów „Nie mamy skrzydeł”, „Płoną mosty” | [ 40 ]        |
| Zaginiony – Czerwone samochody i białe dziewczyny | 2013 | instrumenty klawiszowe w utworze „Chcę żyć” | [ 41 ]        |
| Pih – Dowód rzeczowy nr 3                         | 2013 | produkcja utworów „Tak mało czasu”, „(Ulicami) Pandemonium”, „Dubler” i „Pod wodą krzyk”, skrzypce w utworach „TNT”, „Pod wodą krzyk”, „(Ulicami) Pandemonium” oraz fortepian i skrzypce w utworze „Imadło (4 ściany)” | [ 42 ]        |
| Deobson – Oddycham                                | 2013 | remiks utworu „Być czy mieć” | [ 43 ]        |
| Miuosh, Onar – Nowe światło                       | 2013 | produkcja utworów „Inflammatio”, „Kilka słów” i „Offusciatio” oraz koprodukcja utworu „Miało mnie tu nie być” | [ 44 ]        |
| Rover – Odźwierny                                 | 2013 | produkcja utworu „Lot” | [ 45 ]        |
| KęKę – Takie rzeczy                               | 2013 | produkcja utworu „Trasa (BraKaKa)” | [ 46 ]        |
| Tadek – Niewygodna prawda II. Burza 2014          | 2014 | produkcja utworu „Zbrodnie UPA” | [ 47 ]        |
| Step Records: rap najlepszej marki (kompilacja)   | 2014 | produkcja utworu „Jest nas 2 (Remix)” oraz pianino w utworze „Rap najlepszej marki” | [ 48 ] [ 49 ] |
| HuczuHucz – Gdzie wasze ciała porzucone           | 2014 | koprodukcja utworu „Syf” | [ 50 ]        |
| Kuba Knap – Lecę, chwila, spadam                  | 2014 | dodatkowe instrumenty w utworze „Jest dobrze” | [ 51 ]        |
| Cornolio – Przysięgam                             | 2014 | produkcja utworu „Wiele razy” | [ 52 ]        |
| Z.B.U.K.U – Życie szalonym życiem                 | 2014 | koprodukcja utworu „Intro (Na raz)” | [ 53 ]        |
| KęKę – Nowe rzeczy                                | 2015 | produkcja utworu „Było blisko” | [ 54 ]        |
| Tau – Restaurator                                 | 2015 | produkcja utworu „Na niby” | [ 55 ]        |

## Teledyski
| Tytuł                                                                   | Rok  | Reżyseria/Realizacja | Album               | Źródło        |
| ----------------------------------------------------------------------- | ---- | -------------------- | ------------------- | ------------- |
| „Moment” (gościnnie: KęKę)                                              | 2014 | ML Filmz             | Utopia              | [ 56 ] [ 57 ] |
| „To tylko muzyka” (gościnnie: Tede)                                     | 2014 | ML Filmz             | Utopia              | [ 58 ] [ 59 ] |
| „Euforia” (gościnnie: Quebonafide, Kasia Grzesiek)                      | 2014 | ML Filmz             | Utopia              | [ 60 ]        |
| „Widnokrąg” (gościnnie: Zeus)                                           | 2014 | ML Filmz             | Utopia              | [ 61 ]        |
| „Na miarę” (gościnnie: Paluch)                                          | 2014 | ML Filmz             | Utopia              | [ 62 ]        |
| „Dzień polarny” (gościnnie: Jinx, Miuosh, Bonson, Onar)                 | 2014 | ML Filmz             | Utopia              | [ 63 ]        |
| „Weź się nie obraź” (gościnnie: Oxon)                                   | 2014 | ML Filmz             | Utopia              | [ 64 ]        |
| „Teraz” (gościnnie: Kękę)                                               | 2016 | AG Studio            | Pawbeats Orchestra  | [ 65 ]        |
| „Anioły x Demony” (gościnnie: Kali, Monika Kazyaka)                     | 2016 | AG Studio            | Pawbeats Orchestra  | [ 66 ]        |
| Korzenie                                                                | 2017 | Sensi                | Chakra              |               |
| Zwierciadło                                                             | 2017 | Sensi                | Chakra              |               |
| Pacyfka                                                                 | 2017 | Sensi                | Chakra              |               |
| Insomnia                                                                | 2018 | Pawbeats             | OUT                 | [ 67 ]        |
| Lęk (gościnnie: Ania Dąbrowska)                                         | 2019 | Pawbeats             | OUT                 | [ 68 ]        |
| Gościnnie                                                               |      |                      |                     |               |
| Pih i Pawbeats – „Tak mało czasu”                                       | 2012 | Toczy Videos         | Dowód rzeczowy nr 3 | [ 69 ]        |
| Bisz i Pawbeats – „Banicja”                                             | 2012 | Piotr Kurpa          | Wilk chodnikowy     | [ 70 ]        |
| Młody M i Pawbeats – „Wiecznie młodzi” (gościnnie: Justyna Kuśmierczyk) | 2014 | M.L. Filmz           | Wiecznie Młody M.   | [ 71 ]        |

## Nagrody i wyróżnienia
| Rok  | Kategoria                    | Tytułem              | Nagroda                        | Nota       | Źródło |
| ---- | ---------------------------- | -------------------- | ------------------------------ | ---------- | ------ |
| 2015 | Wideoklip roku               | „Widnokrąg”          | Sztosy 2014                    | Laur       | [ 72 ] |
| 2015 | Bydgoszczanin roku           | Pawbeats             | Plebiscyt Expressu Bydgoskiego | Laur       | [ 73 ] |
| 2015 | Polski Rap Singiel Roku 2014 | „Widnokrąg” ft. Zeus | Plebiscyt WuDoo i Hip-hop.pl   | Laur       | [ 74 ] |
| 2015 | Polski Artysta Roku 2014     | Pawbeats             | Plebiscyt WuDoo i Hip-hop.pl   | 4. miejsce | [ 75 ] |
| 2016 | Bydgoszczanin Roku           | Pawbeats             | Plebiscyt Expressu Bydgoskiego | Laur       | [ 76 ] |